# Каирово
Каирово (баш. Ҡайыр) — упразднённая в 2005 году деревня в Караидельском районе Республики Башкортостан Российской Федерации. Входила на год упразднения в состав Озеркинского сельсовета. Проживали русские (1972).

## География
Находится урочище на  дороге 80К-004 у ручья Каировский.

### Географическое положение
Расстояние (по данным на 1 июля 1972 года) до:
- районного центра (Караидель): 40 км,
- ближайшей ж/д станции (Щучье Озеро): 136 км.

## Топоним
Название происходит от личного имени баш. Ҡайыр, производного от баш. Ҡаһир.

## История
Каирово, Бердяшский Перевоз, дд. Апрелево, Явгильдино значатся среди населённых пунктов маршрута движения 9 сентября 1824 года императора Александра I (Асфандияров А. З. История сёл и деревень Башкортостана: Справочник. Т. 8: Башкирские деревни Пермской и Свердловской областей. — Уфа: Китап, 1999.С.494).
На 1912 год входила в состав Байкинской волости в Бирском уезде Уфимской губернии.
На 1972 год — центр Каировского сельсовета.
Исключён из учётных данных согласно Закону Республики Башкортостан от 20 июля 2005 года № 211-з «О внесении изменений в административно-территориальное устройство Республики Башкортостан в связи с образованием, объединением, упразднением и изменением статуса населённых пунктов, переносом административных центров».